# Chisco Amado
Chisco Amado (Ferrol, Galicia, 2 de diciembre de 1962) es un actor español de cine y de teatro formado en el Instituto del Teatro de Barcelona.

## Filmografía
- Rapa (2ª temporada de la serie de televisión) (2023).
- Bajo sospecha (2016). Antena 3. Como Alejandro Mendizábal
- Amar es para siempre (2015). Antena 3. Como Alberto Aguirre
- Los misterios de Laura (2014)
- Crematorio
- Hay alguien ahí (2009-2010) (Cuatro). Como Luis Latiegui
- Libro de familia (2009) (TVG). Como Eladio Varela
- Obsesión (2005) (La 1). Como Víctor
- Mai storie d'amore in cucina
- La mirada violeta
- Juegos y mentiras
- En la ciudad
- Ilegal
- A mi madre le gustan las mujeres
- Krámpack
- Muere, mi vida
- Necesidades
- Historias de la puta mili
- La fiebre del oro
- Gaudí
- El complot dels anells
- Nada es para siempre (2000) (Antena 3). Como Julio Ulloa
- Compañeros (1998) (Antena3). Como Joan
- El súper (1996-1997) (Telecinco). Como Santiago Blasco
- Secrets de família (1995) (TV3). Como Enrique López Aguado